# Bente Dahlum
Bente Dahlum (1957) è un'ex sciatrice alpina norvegese, vincitrice della Coppa Europa nel 1979.

## Biografia
Sciatrice polivalente, la Dahlum ai Mondiali di Garmisch-Partenkirchen 1978 si piazzò 10ª nella combinata; in Coppa Europa nella stagione 1978-1979 si aggiudicò il trofeo e fu anche 2ª nelle classifiche di slalom gigante e di slalom speciale e 3ª in quella di discesa libera. I suoi ultimi risultati agonistici furono la medaglia d'oro nello slalom speciale, quelle d'argento nella discesa libera e nella combinata e quella di bronzo nello slalom gigante vinte ai Campionati norvegesi 1981; in seguitò partecipò al circuito universitario nordamericano (NCAA). Non prese parte a rassegne olimpiche né ottenne piazzamenti in Coppa del Mondo.

## Palmarès

### Coppa Europa
- Vincitrice della Coppa Europa nel 1979[2]

### Campionati norvegesi
- 15 medaglie[senza fonte] (dati parziali fino alla stagione 1974-1975):
  - 4 ori (discesa libera, slalom gigante, combinata nel 1978; slalom speciale nel 1981)[3]
  - 10 argenti (discesa libera[senza fonte], slalom speciale[5], combinata[5] nel 1975; discesa libera, slalom speciale, combinata nel 1977; slalom speciale nel 1978; slalom speciale nel 1979; discesa libera, combinata nel 1981)
  -  1 bronzo (slalom gigante nel 1981)[senza fonte]